# 黑褐方頭鯧
黑褐方頭鯧（学名：Cubiceps capensis）為輻鰭魚綱鱸形目鯧亞目圓鯧科的其中一種，分布於全球熱帶及亞熱帶海域，棲息深度可達140公尺，體長可達101公分，棲息在中底層水域，屬肉食性，可作為食用魚。
其种加词“capensis”意为“南非开普省的/好望角的”。